# دانيال بيرن
دانيال بيرن (بالفرنسية: Daniel Buren)‏ هو فنان تشكيلي ورسام فرنسي، ولد في 25 مارس 1938 في بولون-بيانكور في فرنسا.

## وصلات خارجية
- الموقع الرسمي
- دانيال بيرن على موقع IMDb (الإنجليزية)
- دانيال بيرن على موقع الموسوعة البريطانية (الإنجليزية)
- دانيال بيرن على موقع مونزينجر (الألمانية)
- دانيال بيرن على موقع ديسكوغز (الإنجليزية)
- دانيال بيرن على موقع قاعدة بيانات الفيلم (الإنجليزية)